# Henri de Raymond de Modène
Henri de Raymond, seigneur puis marquis de Modène, né vers 1656 et mort le 28 février 1723 à Toulon, est un officier de marine Français des XVIIe et XVIIIe siècles. Capitaine général des garde-côtes de la Méditerranée, il termine sa carrière avec le grade de chef d'escadre des armées navales en 1720. Il se distingue pendant l'épidémie de peste qui frappe Marseille en 1720. 

## Biographie

### Origines et famille
Henri de Raymond descend de la maison de Raymond est une ancienne famille de la noblesse du Comtat Venaissin, connue dès le XIe siècle. En 1096, Guillaume de Raymond participe à la Première croisade. En 1251, Berenguier de Reymond est député par la ville d'Avignon avec sept autres gentilshommes devers les comtes de Toulouse et de Provence. La famille possède la seigneurie de Modène depuis le XIIIe siècle. 
Il est le deuxième fils de Charles Raymond, baron de Modène (v. 1610-1680) et de Gabrielle de Gévaudan (v. 1620-avant 1681). De cette union naîtront cinq fils, tous chevaliers de Malte, et une fille. 

### Carrière dans la Marine royale
Henri de Raymond-Modène entre jeune dans la Marine royale. Il y gravit un à un les échelons de la hiérarchie. Enseigne de vaisseau en 1678 à la fin de la guerre de Hollande, il est lieutenant de vaisseau en 1683. Il fait diverses campagnes sur les vaisseaux le Laurier en 1683, le Fleuron en 1684, l'Ardent en 1685, le Ferme en 1686 et le Conquérant en 1689.  
Il reçoit une commission de capitaine de vaisseau en 1689 ou 1690, pendant la guerre de la Ligue d'Augsbourg. Il est à bord du vaisseau Le Superbe (70 canons) en 1691, Le Lys (84-88) en 1692, Le Fulminant (96-98) en 1693, et L'Eole (50) en 1694. Il obtient le commandement en second des places de Marseille et de Martigues en 1695. Il commande L'Invincible (70) en 1696, le Triomphant à la bataille navale de Vélez-Málaga en 1704 - sous les ordres du comte de La Harteloire - et Le Fendant en 1709. Il est nommé capitaine général des côtes de la Méditerranée. Il se distingue pendant l'épidémie de peste qui frappe Marseille en 1720. 
Il est fait chef d'escadre des armées navales au département de Toulon, le 1er novembre 1720. Il meurt sans postérité le 28 février 1723 à Toulon et est inhumé le 1er mars, dans cette même ville. 

### Sources et bibliographie
- Michel Vergé-Franceschi, « Le bailli Raimond de Modène (1656-1723) », Bulletin semestriel de la Fédération historique et archéologique du Comtat Venaissin,‎ décembre 1986, p. 33-43
- Jean-Baptiste Jullien de Courcelles, Histoire généalogique et héraldique des pairs de France: des grands dignitaires de la couronne, des principales familles nobles du royaume et des maisons princières de l'Europe, précédée de la généalogie de la maison de France, vol. 6, Paris, chez l'auteur, 1826 (lire en ligne), p. 34